# René Boursault de Montejean
René Boursault de Montejean (mort le  1547) ecclésiastique breton qui fut abbé commendataire de l'abbaye Notre-Dame d'Évron, de l'abbaye de Saint-Melaine à Rennes en 1532 et de l'abbaye Notre-Dame de Pontron de 1538 jusqu'à sa mort.

## Biographie
René Boursault de Montejean ou Montjean issu d'une famille originaire de Haute Bretagne fut protonotaire apostolique et doyen de Candé en Anjou. Aumonier du roi, il cumule les bénéfices ecclésiastiques en recevant simultanément en commende les abbayes d'Évron (1532), de Saint-Mélaine et de Pontron (1538). Il prend possession de Saint-Mélaine le 23 juillet 1532 en vertu d'un bulle pontificale de Clément VII du 30 juin précédant. Il serait mort en 1547 selon l'obituaire de l'abbaye d'Évron.

## Armoiries
Sa famille portait:
d'azur à trois bourses d'or